# Tilva Roš
Pour plus de détails, voir Fiche technique et Distribution.
Tilva Roš (Тилва Рош) est un film serbe réalisé par Nikola Lezaic, sorti en 2010.

## Synopsis
Toda et Stefan, deux amis skaters, vont bientôt être séparés, l'un partant pour l'université à Belgrade et l'autre ne souhaitant pas poursuivre ses études et rester à Bor, une ancienne ville minière. Ils trainent avec Dunja qui revient de France pour les vacances.

## Fiche technique
- Titre : Tilva Roš
- Titre original : Тилва Рош
- Réalisation : Nikola Lezaic
- Scénario : Nikola Lezaic
- Photographie : Milos Jacimovic
- Montage : Nikola Lezaic
- Production : Mina Djukic, Nikola Lezaic et Uros Tomic
- Société de production : Film House Kiselo Dete et Vision Team
- Pays :  Serbie
- Genre : Drame et romance
- Durée : 99 minutes
- Dates de sortie : 
  -  Bosnie-Herzégovine : 28 juillet 2010 (festival du film de Sarajevo)
  -  Serbie : 26 janvier 2011

## Distribution
- Marko Todorovic : Toda
- Stefan Djordjevic : Stefan
- Dunja Kovacevic : Dunja
- Marko Milenkovic : Mare
- Nenad Stanisavljevic : Mekica
- Nenad Ivanovic : Shorty
- Filip Maksimovic : Fica
- Milos Petrovic : Misa
- Nenad Miladinovic : Sone
- Vlatko Ristov : Vlatko
- Nikola Milovanovic : Kina
- Bosko Djordjevic : Bosko
- Aleksandar Pavlovic : Pile
- Milan Radosavljevic : Milan
- Radoje Cupic : le père de Toda
- Dragana Mrkic : la mère de Toda
- Ljubomir Todorovic : le père de Stefan

## Distinctions
Lors du festival du film de Sarajevo, le film a remporté le Cœur de Sarajevo du meilleur film et le Cœur de Sarajevo du meilleur acteur pour Marko Todorovic.